# Родерих
Родерих (Roderich; Rodrigo; Ludhriq, Rodericus; ‏لذريق‎; † 19/26 юли 711, Гвадалете) е крал на вестготите от 710 до 711 г. в Испания.

## Произход и управление
Вероятно е син на Рекилона (Рицилона) и Теодефред, който е син на крал Хиндасвинт (642 – 653) и брат на крал Рекесвинт. Родерих израства в Кордоба.
Той управлява регион Бетика като херцог. През 710 г. е избран от аристокрацията за крал след смъртта на Витица. Това става в навечерието на нашествието на маврите. В битката при Рио Гвадалете, която трае осем дена (19 – 26 юли 711), войската на готите е победена от арабите и Родерих е убит. Войниците вземат неговият труп и го погребват в град Визеу в Северна Португалия. Вдовицата му Егило се омъжва по-късно за Абд ал-Азиз (ал-Андалус), който е първият мюсюлмански управител на Иберийския полуостров (714 – 716).
След него на трона идва Агила II.